# Tuvalu na Mistrzostwach Świata w Lekkoatletyce 2015
Tuvalu na Mistrzostwach Świata w Lekkoatletyce 2015 – reprezentacja Tuvalu podczas Mistrzostw Świata w Pekinie liczyła 1 zawodnika, który nie zdobył medalu.

## Występy reprezentantów Tuvalu
| Konkurencja            | Zawodnik        | Eliminacje | Eliminacje | Runda 1  | Runda 1 | Półfinał | Półfinał | Finał    | Finał   |
| Konkurencja            | Zawodnik        | Rezultat   | Pozycja    | Rezultat | Pozycja | Rezultat | Pozycja  | Rezultat | Pozycja |
| ---------------------- | --------------- | ---------- | ---------- | -------- | ------- | -------- | -------- | -------- | ------- |
| Bieg na 100 m mężczyzn | Etimoni Timuani | 11,72 PB   | 23.        | NQ       | NQ      | NQ       | NQ       | NQ       | NQ      |